# بریوزووایا پولیانا
بریوزووایا پولیانا (انگلیسی: Beryozovaya Polyana) یک شهرک در شهرستان بلاگووشچنسکی باشقیرستان کشور روسیه است.